# Кароднии
Кароднии (лат. Carodnia, означает «гром» на языке одного из племён Южной Америки) — род вымерших млекопитающих из отряда ксенунгулят (Xenungulata), обитавших в палеоцене — раннем эоцене (66,0—48,6 млн лет назад) в Южной Америке.

## Внешний вид и строение
Кароднии были ростом с тапира, что делало их крупнейшими известными науке млекопитающими Южной Америки своего времени. Они имели стройные пятипалые ноги. Кости запястья, кисти и стопы мощные и короткие, на пальцах широкие плоские копытца. Резцы долотовидной формы, клыки развитые и острые, коренные и предкоренные — частично билофодонтные. На коренных зубах по два острых гребня, поперечных и изогнутых.

## Образ жизни и питание
Ископаемый кости кародний редки и фрагментарны, поэтому трудно судить об их образе жизни. Они точно были травоядными, причём крупнейшими из известных в своей среде обитания.

## Эволюционные связи
Предки этих животных, как и всего отряда ксенунгулят, пока точно не установлены. Есть версия, что они могли иметь общего предка северного происхождения (из кондиляртр Condylarthra или анагалид Anagalida) с диноцератами (Dinocerata). Не исключён общий предок с пиротериями (Pyrotheria) или астрапотериями (Astrapotheria). Но в любом случае, скорее всего, предком ксенунгулят являлся кто-то из южноамериканских кондиляртр. Прямыми предками кародний были более примитивные ксенунгуляты семейства Etayoidae.

## Вымирание
Кароднии исчезли в конце палеоцена по неизвестной причине. Возможно их вытеснили новые крупные виды южноамериканских копытных.

## Места находок
Ископаемые остатки кардоний найдены в палеоценовых отложениях Чубута (Аргентина), в позднепалеоценовых — раннеоэценовых отложениях Рио-де-Жанейро (Бразилия), эоценовых отложениях Перу и Чубута (Аргентина).

## Классификация
По данным сайта Paleobiology Database, на ноябрь 2021 года в род включают 3 вымерших вида:
- Carodnia feruglioi Simpson, 1935typus [syn. Ctalecarodnia cabrerai Simpson, 1935, Carodnia cabrerai (Simpson, 1935)]
- Carodnia inexpectans Antoine et al., 2015
- Carodnia vieirai Paula Couto, 1952